# Chiesa di San Giuseppe (Samone, Trentino-Alto Adige)
La chiesa di San Giuseppe è la parrocchiale di Samone, in Trentino. Appartiene all'ex-decanato della Valsugana Orientale dell'arcidiocesi di Trento e risale al XX secolo.

## Storia

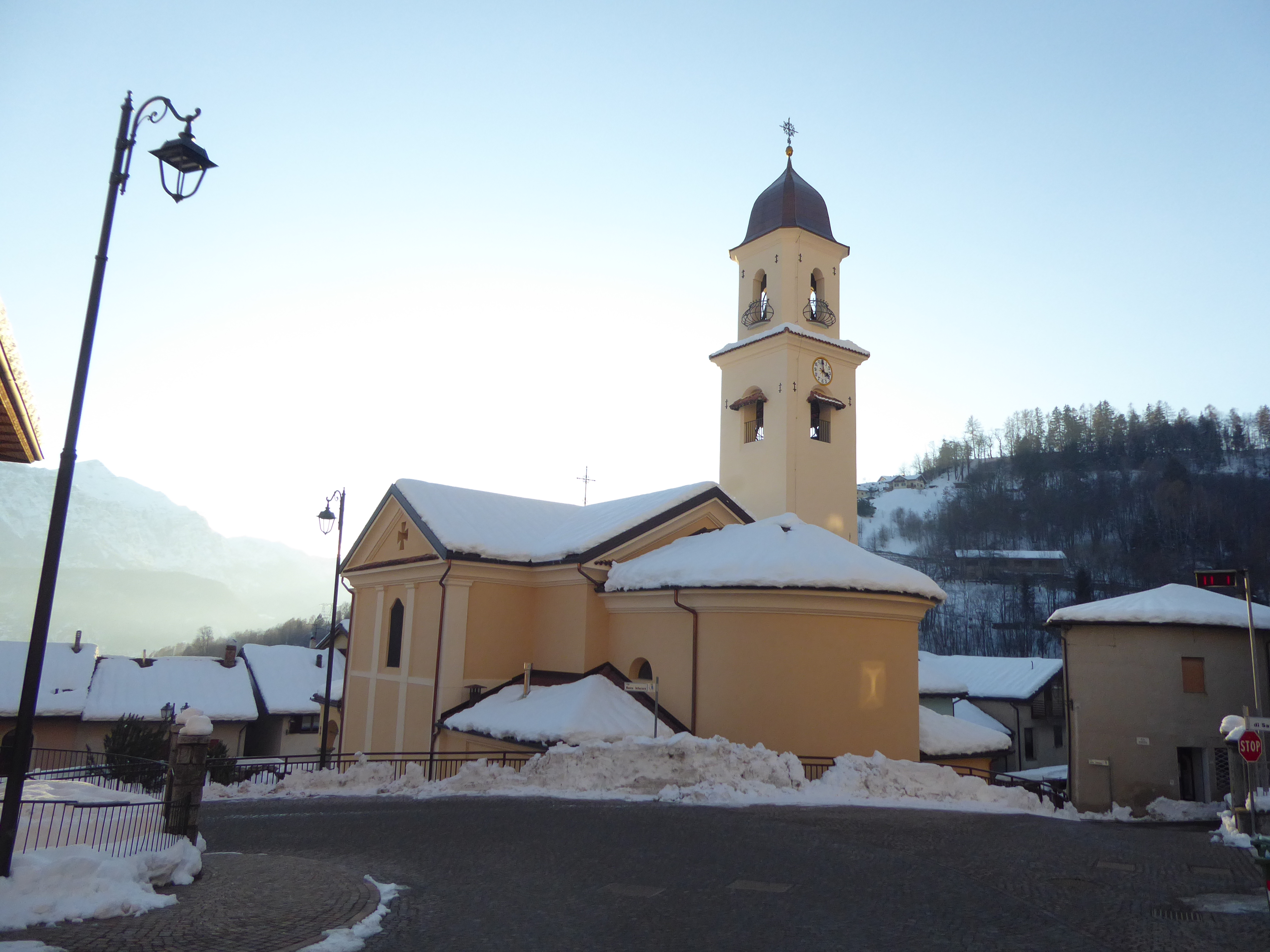
Torre campanaria, abside e parte sinistra della chiesa di San Giuseppe

La piccola comunità di Samone acquistò il sito per l'erezione della nuova chiesa parrocchiale nel gennaio del 1903. Gli eventi bellici impedirono l'inizio dei lavori sino al primo dopoguerra e il cantiere venne aperto solo nel 1921.

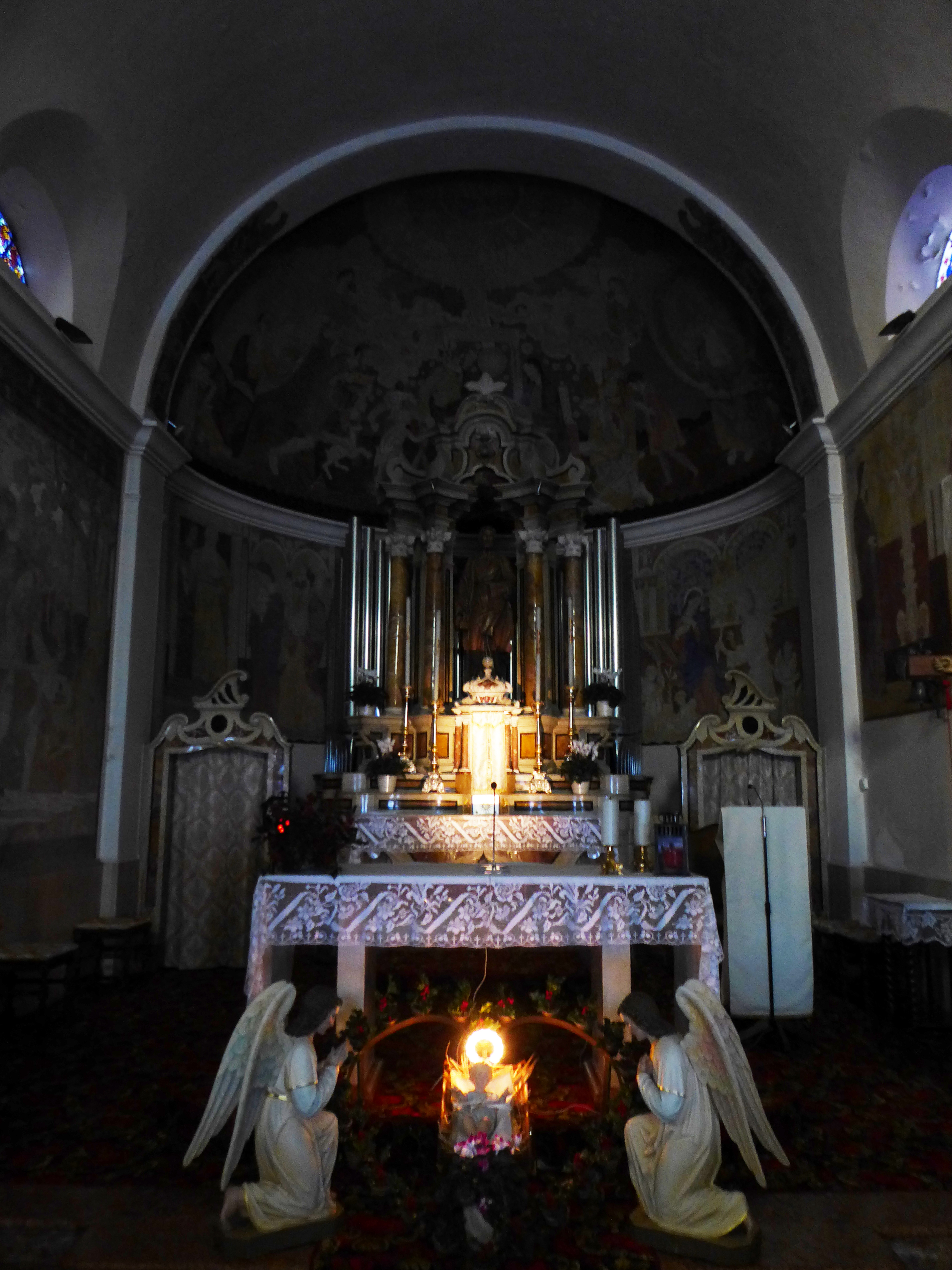
Presbiterio della chiesa di San Giuseppe con parte del ciclo di affreschi di Anton Sebastian Fasal

Il progetto venne affidato a Guido Segalla mentre la direzione dei lavori, ultimati nel 1924, fu di Annibale Sittoni. Quando fu pronta la struttura edilizia le decorazioni interne furono affidate all'artista di origini austriache Anton Sebastian Fasal, molto attivo in quel periodo in Trentino.
Quando anche l'apparato decorativo fu ultimato la chiesa venne solennemente consacrata, nel 1929. Trent'anni dopo, il 4 novembre 1959, venne elevata a dignità parrocchiale.

## Descrizione

### Esterno
L'orientamento del luogo di culto, che si trova al centro dell'abitato di Samone, è verso nord.
Il prospetto principale è neoclassico, tetrastilo, con quattro paraste in stile tuscanico che sorreggono il grande frontone triangolare. Il portale principale è architravato, ai lati vi sono due ampie ma basse finestre e, in alto, al centro della facciata, una grande finestra con parte superiore curvilinea.
La torre campanaria è posta a sinistra, di lato alla struttura. In alto vi sono due celle campanarie, entrambe con finestre a monofora. La copertura è in lamiera metallica a piramide curvilinea.

### Interno
La navata interna è unica, con volta a botte. Il presbiterio è leggermente rialzato. Sono conservati in tutta la sala numerosi affreschi opera di Anton Sebastian Fasal. Il ciclo di affreschi presente è considerato il massimo lavoro dell'artista in Valsugana.